# Кралски грохот
Кралски грохот е pay-per-view турнир, провеждащ се всеки януари от професионалната кеч компания WWE. Турнирът е кръстен на мача Кралско меле, Кралска битка, в която участниците влизат през интервали от време
С изключение на първото събитие Кралски грохот през 1988, което беше излъчено специално по USA Network, Кралски грохот е излъчван по pay-per-view (първо през 1989) и едно от „Големите четири“ на WWE, заедно с КечМания, Лятно тръшване и Сървайвър. Събитията Кралски грохот са най-популярните турнири на WWE.

## Мач
Мача Кралското меле е базирано на класическата Кралска битка, в която брой кечисти се опитват да елиминират техните опоненти чрез хвърляне над горното въже, така че двата крака да докоснат пода. Победителят в мача е последният останал кечист, след като всички други участници са били елиминирани.
Кралското меле се различава от класическата Кралска битка, защото състезателите не влизат на ринга по едно и също време, но вместо това са с присвоени номера за влизане, обикновено чрез лотария. Тази лотария обикновено се прави точно преди началото на събитието. Мачът започва с двамата борци, които са изтеглили номерата за влизане едно и две, а останалите борци влизат на ринга през равни интервали от време, или 90 секунди или две минути, в зависимост от броя на влизане.. Този формат е заверен до Пат Патерсън. До днешна дата, само четирима мъже са били един от стартиращите кечисти и са спечелили Кралско меле: Шон Майкълс, Винс Макмеън, Крис Беноа и Рей Мистерио. Най-честият номер на победители е 27.
Кралското меле най-често включва тридесет борци и продължава около един час, където най-дългия мач, през 2002, с продължителност един час и девет минути на приблизително тричасов pay-per-view. Обаче, първият мач, провел се през 1988, включваше само двайсет, и беше дълго 33 минути за двучасовото излъчено шоу. Кралското меле през 2011 включваше 40 кечисти, в който Алберто Дел Рио беше победителя.
Въпреки че повечето елиминации се правят от активни участници, елиминации, причинени от други средства са се случвали, и са управлявали законни, включително самостоятелна елиминации (както когато Андре Гиганта скочи от ринга, след като видя на змия през 1989, Кейн се елиминират през 1999 и Дрю Кери се елиминират през 2001, но въпреки това когато Ренди Савидж прескочи горното въже през 1992 не се зачете като самостоятелно елиминиране), елиминиране от предишно-елиминирани участници (както когато Гробаря елиминира Мейван през 2002, Кърт Енгъл елиминира Шон Майкълс през 2005 и Кейн елиминира Си Ем Пънк през 2014) и елиминиране от неучастващи (както когато Миз елиминира Джон Сина през 2011). Освен това, ако един контузен борец е отведен от медицински персонал, той може да се върне в мача, докато мача все още се води (като Ледения Стив Остин през 1999), но ако мача свърши преди връщането на контузения борец, той се счита за елиминиран (като Скоти Ту Хоти през 2005).
Мачовете Кралско меле обикновено са предвидени да не включват дисквалификации.

## Дати, места и победители
| Турнир                | Дата           | Град                      | Арена                              | Победител            | Номер | Изт.                 |
| --------------------- | -------------- | ------------------------- | ---------------------------------- | -------------------- | ----- | -------------------- |
| Кралски грохот (1988) | 24 януари 1988 | Хамилтън, Онтарио         | Copps Coliseum                     | Джим Дъган           | 13    | [ 10 ] [ 11 ]        |
| Кралски грохот (1989) | 15 януари 1989 | Хюстън, Тексас            | Compaq Center                      | Големия Джон Стъд    | 27    | [ 12 ] [ 13 ]        |
| Кралски грохот (1990) | 21 януари 1990 | Орландо, Флорида          | Amway Arena                        | Хълк Хоуган          | 25    | [ 14 ] [ 15 ]        |
| Кралски грохот (1991) | 19 януари 1991 | Маями, Флорида            | Miami Arena                        | Хълк Хоуган          | 24    | [ 16 ] [ 17 ]        |
| Кралски грохот (1992) | 19 януари 1992 | Олбани, Ню Йорк           | Times Union Center                 | Рик Светкавицата     | 3     | [ 18 ] [ 19 ]        |
| Кралски грохот (1993) | 24 януари 1993 | Сакраменто, Калифорния    | ARCO Arena                         | Йокозуна             | 27    | [ 20 ] [ 21 ]        |
| Кралски грохот (1994) | 22 януари 1994 | Провидънс, Роуд Айлънд    | Dunkin' Donuts Center              | Брет Харт Лекс Лугър | 27 23 | [ 22 ] [ 23 ]        |
| Кралски грохот (1995) | 22 януари 1995 | Тампа, Флорида            | USF Sun Dome                       | Шон Майкълс          | 1     | [ 24 ] [ 25 ]        |
| Кралски грохот (1996) | 21 януари 1996 | Фресно, Калифорния        | Selland Arena                      | Шон Майкълс          | 18    | [ 26 ] [ 27 ]        |
| Кралски грохот (1997) | 19 януари 1997 | Сан Антонио, Тексас       | Alamodome                          | Ледения Стив Остин   | 5     | [ 28 ] [ 29 ]        |
| Кралски грохот (1998) | 18 януари 1998 | Сан Хосе, Калифорния      | HP Pavilion at San Jose            | Ледения Стив Остин   | 24    | [ 30 ] [ 31 ] [ 32 ] |
| Кралски грохот (1999) | 24 януари 1999 | Анахайм, Калифорния       | Honda Center                       | Винс Макмеън         | 2     | [ 33 ] [ 34 ] [ 35 ] |
| Кралски грохот (2000) | 23 януари 2000 | Ню Йорк, Ню Йорк          | Madison Square Garden              | Скалата              | 24    | [ 36 ] [ 37 ] [ 38 ] |
| Кралски грохот (2001) | 21 януари 2001 | Ню Орлиънс, Луизиана      | New Orleans Arena                  | Ледения Стив Остин   | 27    | [ 39 ] [ 40 ] [ 41 ] |
| Кралски грохот (2002) | 20 януари 2002 | Атланта, Джорджия         | Philips Arena                      | Трите Хикса          | 22    | [ 42 ] [ 43 ] [ 44 ] |
| Кралски грохот (2003) | 19 януари 2003 | Бостън, Масачузетс        | TD Banknorth Garden                | Брок Леснар          | 29    | [ 45 ] [ 46 ]        |
| Кралски грохот (2004) | 25 януари 2004 | Филаделфия, Пенсилвания   | Wachovia Center                    | Крис Беноа           | 1     | [ 47 ] [ 48 ] [ 49 ] |
| Кралски грохот (2005) | 30 януари 2005 | Фресно, Калифорния        | Save Mart Center                   | Батиста              | 28    | [ 50 ] [ 51 ] [ 52 ] |
| Кралски грохот (2006) | 29 януари 2006 | Маями, Флорида            | AmericanAirlines Arena             | Рей Мистерио         | 2     | [ 53 ] [ 54 ] [ 55 ] |
| Кралски грохот (2007) | 28 януари 2007 | Сан Антонио, Тексас       | AT&T Center                        | Гробаря              | 30    | [ 56 ] [ 57 ] [ 58 ] |
| Кралски грохот (2008) | 27 януари 2008 | Ню Йорк, Ню Йорк          | Madison Square Garden              | Джон Сина            | 30    | [ 59 ] [ 60 ] [ 61 ] |
| Кралски грохот (2009) | 25 януари 2009 | Детройт, Мичиган          | Jose Louis Arena                   | Ренди Ортън          | 8     | [ 62 ] [ 63 ]        |
| Кралски грохот (2010) | 28 януари 2010 | Атланта, Джорджия         | Philips Arena                      | Острието             | 29    | [ 64 ] [ 65 ]        |
| Кралски грохот (2011) | 29 януари 2011 | Бостън, Масачузетс        | TD Garden                          | Алберто Дел Рио      | 30    | [ 66 ]               |
| Кралски грохот (2012) | 29 януари 2012 | Сейнт Луис, Мисури        | Scottrade Center                   | Шеймъс               | 22    | [ 67 ] [ 68 ] [ 69 ] |
| Кралски грохот (2013) | 27 януари 2013 | Финикс, Аризона           | US Еъруейс Център                  | Джон Сина            | 22    | [ 70 ] [ 71 ] [ 72 ] |
| Кралски грохот (2014) | 26 януари 2014 | Питсбърг, Пенсилвания     | Consol Energy Center               | Батиста              | 28    | [ 73 ] [ 74 ]        |
| Кралски грохот (2015) | 25 януари 2015 | Филаделфия, Пенсилвания   | Wells Fargo Center                 | Роуман Рейнс         | 19    | [ 75 ]               |
| Кралски грохот (2016) | 24 януари 2016 | Орландо, Флорида          | Amway Center                       | Трите Хикса          | 30    | [ 76 ] [ 77 ]        |
| Кралски грохот (2017) | 29 януари 2017 | Сан Антонио, Тексас       | Alamodome                          | Ренди Ортън          | 23    | [ 78 ]               |
| Кралски грохот (2018) | 28 януари 2018 | Филаделфия, Пенсилвания   | Wells Fargo Center                 | Шинске Накамура      | 14    |                      |
| Кралски грохот (2019) | 27 януари 2019 | Финикс, Аризона           | Chase Field                        | Сет Ролинс           | 10    |                      |
| Кралски грохот (2020) | 26 януари 2020 | Хюстън, Тексас            | Minute Maid Park                   | Дрю Макинтайър       | 16    |                      |
| Кралски грохот (2021) | 31 януари 2021 | Сейнт Питърсбърг, Флорида | WWE ThunderDome at Tropicana Field | Острието             | 1     |                      |
| Кралски грохот (2022) | 29 януари 2022 | Сейнт Луис, Мисури        | The Dome at America's Center       | Брок Леснар          | 30    |                      |
| Кралски грохот (2023) | 28 януари 2023 | Сан Антонио, Тексас       | Alamodome                          | Коуди Роудс          | 30    |                      |
| Кралски грохот (2024) | 27 януари 2024 | Сейнт Питърсбърг, Флорида | Tropicana Field                    | Коуди Роудс          | 15    |                      |

## Рекорди
- Най-много победи – 3 от Ледения Стив Остин
- Най-дълго участие в меле – 71:40 минути от Гунтър
- Най-дълго общо участие в мелета – 4:59:33 от Крис Джерико
- Най-кратко участие в меле – 00:01 секунди от Сантино Марела
- Най-много елиминации в меле – 13 от Брок Леснар
- Най-много елиминации на всички мелета – 46 от Исак Янкем/Кейн
- Най-много участия в меле – 20 от Исак Янкем/Фалшивия Дизел/Кейн